# تپه بندوا
تپه بندوا مربوط به دوره اشکانیان - دوره ساسانیان است و در شهرستان ازنا، بخش جاپلق، دهستان جاپلق شرقی، ۱/۷ کیلومتری شمال روستای فرزیان واقع شده و این اثر در تاریخ ۲۲ آبان ۱۳۸۶ با شمارهٔ ثبت ۲۰۰۶۲ به‌عنوان یکی از آثار ملی ایران به ثبت رسیده است.